# Wałentyna Cerbe-Nesina
Wałentyna Adamiwna Cerbe-Nesina (ukr. Валентина Адамівна Цербе-Несіна, ur. 8 stycznia 1969 w Żytomierzu) – ukraińska biathlonistka, brązowa medalistka igrzysk olimpijskich i dwukrotna medalistka mistrzostw świata.

## Kariera
W Pucharze Świata zadebiutowała 13 stycznia 1994 roku w Ruhpolding, zajmując 40. miejsce w biegu indywidualnym. Pierwsze punkty (w sezonach 1984/1985-1999/2000 punktowało 25. najlepszych zawodniczek) wywalczyła 22 stycznia 1994 roku w Anterselvie, gdzie zajęła 22. miejsce w sprincie. Pierwszy raz na podium zawodów pucharowych stanęła 23 lutego 1994 roku w Lillehammer, gdzie była trzecia w tej samej konkurencji. W kolejnych startach jeszcze jeden raz stanęła na podium: 14 grudnia 1994 roku w Bad Gastein była trzecia w biegu indywidualnym. Najlepsze wyniki osiągnęła w sezonie 1994/1995, kiedy zajęła 26. miejsce w klasyfikacji generalnej.
Pierwszy medal wywalczyła podczas igrzysk olimpijskich w Lillehammer w 1994 roku, gdzie zajęła trzecie miejsce w sprincie. W zawodach tych lepsze okazały się jedynie Kanadyjka Myriam Bédard i Swietłana Paramygina z Białorusi. Była tam również piąta w sztafecie. Na rozgrywanych dwa lata później mistrzostwach świata w Ruhpolding wspólnie z Tetianą Wodopjanową, Ołeną Petrową i Ołeną Zubryłową zajęła trzecie miejsce w sztafecie. Ponadto podczas mistrzostw świata w Osrblie w 1997 roku reprezentacja Ukrainy w tym samym składzie zajęła trzecie miejsce w biegu drużynowym. Brała też między innymi udział w igrzyskach w Nagano w 1998 roku, zajmując 47. miejsce w biegu indywidualnym oraz piąte w sztafecie.
W 1998 roku zakończyła karierę.

## Osiągnięcia

### Igrzyska olimpijskie
| Rok  | Miejscowość | Konkurencje | Konkurencje | Konkurencje | Konkurencje | Konkurencje | Konkurencje | Konkurencje |
| Rok  | Miejscowość | IN          | SP          | PU          | MS          | RL          | MR          | SR          |
| ---- | ----------- | ----------- | ----------- | ----------- | ----------- | ----------- | ----------- | ----------- |
| 1994 | Lillehammer | –           | 3.          | nd.         | nd.         | 5.          | nd.         | –           |
| 1998 | Nagano      | 47.         | –           | nd.         | nd.         | 5.          | nd.         | –           |

### Mistrzostwa świata
| Rok  | Miejscowość | Konkurencje | Konkurencje | Konkurencje | Konkurencje | Konkurencje | Konkurencje | Konkurencje |
| Rok  | Miejscowość | IN          | SP          | PU          | MS          | RL          | MR          | SR          |
| ---- | ----------- | ----------- | ----------- | ----------- | ----------- | ----------- | ----------- | ----------- |
| 1995 | Anterselva  | 5.          | 50.         | nd.         | nd.         | 5.          | nd.         | –           |
| 1996 | Ruhpolding  | 45.         | –           | nd.         | nd.         | 3.          | nd.         | –           |
| 1997 | Osrblie     | 8.          | 21.         | 23.         | nd.         | 5.          | nd.         | –           |

### Puchar Świata
| Sezon     | Miejsce |
| --------- | ------- |
| 1993/1994 | 73.     |
| 1994/1995 | 26.     |
| 1995/1996 | 44.     |
| 1996/1997 | 34.     |
| 1997/1998 | 35.     |

#### Miejsca na podium chronologicznie
| Lp. | Dzień      | Rok  | Miejscowość | Konkurencja                | Lokata | Pudła   | Czas biegu | Strata  | Zwycięzca     |
| --- | ---------- | ---- | ----------- | -------------------------- | ------ | ------- | ---------- | ------- | ------------- |
| 1.  | 23 lutego  | 1994 | Lillehammer | Sprint na 7,5 km           | 3.     | 0+0     | 26:08,8    | +1,2    | Myriam Bédard |
| 2.  | 14 grudnia | 1994 | Bad Gastein | Bieg indywidualny na 15 km | 3.     | 0+1+0+1 | 1:04:35,9  | +1:07,8 | Petra Behle   |